# Interatheriidae

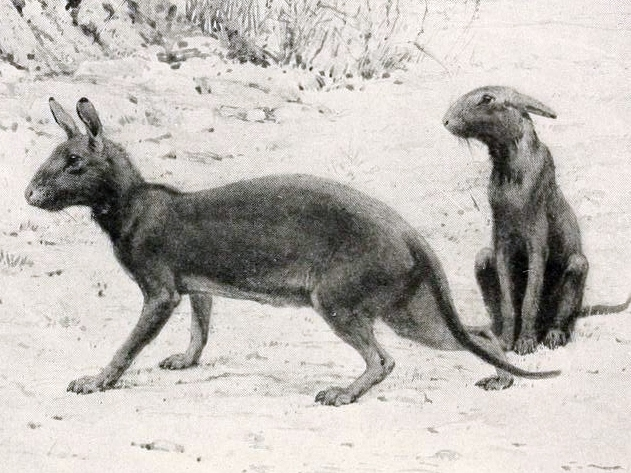
Протипотерии (реконструкция)

Interatheriidae (лат.) — семейство вымерших млекопитающих подотряда типотериев отряда нотоунгулятов. Обитали в Южной Америке с палеоцена по миоцен. Ископаемые остатки этих животных найдены на территории Аргентины, Чили, Перу, Уругвая и Боливии. Массой тела оценивается от 4,4 до 7,8 кг. Эти нотоунгуляты были в основном небольшого размера, занимавшие экологические ниши зайцев, сурков и вискачей. Большинство были мелкими, как грызуны. Это были листоядные животные, то есть они питались низко растущими листьями. У них был полный комплект зубов, растущих плотно (без промежутков).

## Систематика
По данным сайта Paleobiology Database, на апрель 2025 года семейство включает следующие подсемейства и роды:
- - †Antofagastia[англ.] García López and Babot, 2015
  - †Argyrohyrax Ameghino, 1897
  - †Cochilius Ameghino, 1902
  - †Fiandraia Roselli, 1976
  - †Ignigena Hitz et al., 2006
- Подсемейство †Interatheriinae[англ.] Simpson, 1945
  - †Interatherium Ameghino, 1887
  - †Johnbell[англ.] Hitz et al., 2006
  - †Miocochilius Stirton, 1953
  - †Nesciotherium Roth, 1898
  - †Patriarchus Ameghino, 1889
  - †Plagiarthus
  - †Progaleopithecus Ameghino, 1904
  - †Protypotherium Ameghino, 1882
  - †Punapithecus López and Bond, 1995